# 中田翔太
中田 翔太（なかた しょうた、1996年5月20日 - ）は、ジャパンラグビーリーグワンクボタスピアーズ船橋・東京ベイに所属するラグビー選手。

## プロフィール
- 大阪府出身[1]。
- ポジションはセンター(CTB)、フルバック(FB)。
- 身長 181 cm、体重 88 kg
- ニックネームはショウ、ショウタ。
- 関西学生代表に選ばれたことがある[2]。

## 来歴
2015年、都島工業高校卒業後、近畿大学に入る。
2019年、近畿大学卒業後、クボタスピアーズ(現・クボタスピアーズ船橋・東京ベイ)に加入。
2022年4月17日に行われたJAPAN RUGBY LEAGUE ONE第13節グリーンロケッツ東葛戦にて途中出場で公式戦初出場を果たした。